# Glee: The Music Presents the Warblers
Glee: The Music Presents The Warbles é um álbum da trilha sonora da série americana Glee, que contém todas as canções cantadas pelos The Warbles, o coral rival do New Directions, o principal da série. Contém também faixas que já estavam listadas em outros álbuns da série.
Debutou na segunda posição da Billboard 200, com a venda de 86 mil cópias.

## Divulgação
Para divulgação do álbum, Darren Criss e os Warblers se apresentaram em diversos programas de televisão. Estiveram no Today Show, onde cantaram "Hey, Soul Sister" e "Raise Your Glass", e depois no The Ellen DeGeneres Show, onde cantaram "Teenage Dream". 
Eles também estão em turnê com todo o elenco da série. Três canções do álbum foram apresentadas na Glee Live! In Concert!: "Raise Your Glass", "Teenage Dream" e "Silly Love Songs".
Este álbum tem 2 canções inéditas: What Kind Of Fool & Do Ya Think I'm Sexy?

## Faixas
| N.º | Título                   | Intérpretes                | Duração |  |
| 1.  | "Teenage Dream"          | Darren Criss               | 3:40    |  |
| 2.  | "Hey, Soul Sister"       | Darren Criss               | 3:40    |  |
| 3.  | "Bills, Bills, Bills"    | Darren Criss               | 2:21    |  |
| 4.  | "Silly Love Songs"       | Darren Criss               | 2:31    |  |
| 5.  | "When I Get You Alone"   | Darren Criss               | 3:49    |  |
| 6.  | "Animal"                 | Darren Criss, Chris Colfer | 3:11    |  |
| 7.  | "Misery"                 | Darren Criss               | 2:50    |  |
| 8.  | "Blackbird"              | Chris Colfer               | 3:20    |  |
| 9.  | "Candles"                | Darren Criss, Chris Colfer | 2:21    |  |
| 10. | "Raise Your Glass"       | Darren Criss               | 3:09    |  |
| 11. | "Somewhere Only We Know" | Darren Criss               | 3:04    |  |
| 12. | "What Kind of Fool"      | Darren Criss               | 4:08    |  |
| 13. | "Do Ya Think I'm Sexy?"  | Darren Criss               | 3:00    |  |